# Festiwal im. Franciszka Wybrańczyka Sinfonia Varsovia Swojemu Miastu
Festiwal im. Franciszka Wybrańczyka Sinfonia Varsovia Swojemu Miastu – coroczny festiwal muzyki poważnej organizowany przez Sinfonię Varsovię w Warszawie od 2001 roku.
Ideą festiwalu jest prezentacja szerokiej publiczności ważnych dzieł muzyki w wykonaniu instrumentalistów orkiestry Sinfonia Varsovia oraz zaproszonych gości: solistów, dyrygentów i zespołów. Od początku istnienia koncerty festiwalu odbywały się w plenerze, kościołach, w domach kultury i profesjonalnych salach koncertowych na terenie Warszawy, a od 2020 roku w letnim Pawilonie Koncertowym przy ul. Grochowskiej 272.
Pomysłodawcą i dyrektorem artystycznym Festiwalu był Franciszek Wybrańczyk, założyciel orkiestry Sinfonia Varsovia, którego imię festiwal przyjął w 2007 roku.
W festiwalu uczestniczyli tacy dyrygenci, jak Benjamin Bayl, Łukasz Borowicz, Thomas Clamor, Krzesimir Dębski, Anna Duczmal-Mróz, Michał Dworzyński, Gaetano d’Espinosa, Jean-Jacques Kantorow, Jacek Kaspszyk, Zofia Kiniorska, Michał Klauza, Jan Krenz, Jerzy Maksymiuk, Aleksandar Marković, Wojciech Michniewski, Krzysztof Penderecki, Sebastian Perłowski, Renato Rivolta, Volker Schmidt-Gertenbach, Aziz Shokhakimov, Adam Sztaba, Aleksander Wedernikow, Grzegorz Wierus, Andreas Wittmann, Tadeusz Wojciechowski.

## Historia edycji
Źródło: 
| edycja | rok  | daty                      | lokalizacje |
| ------ | ---- | ------------------------- | --- |
| 1.     | 2001 | 1–12 sierpnia             | Studio Koncertowe Polskiego Radia im. Witolda Lutosławskiego, Kościół Matki Bożej Saletyńskiej w Warszawie, Kościół Najświętszej Maryi Panny Matki Pięknej Miłości w Warszawie, Kościół Matki Boskiej Zwycięskiej w Warszawie, Ogród Różany w Wilanowie, Zamek Królewski w Warszawie                            |
| 2.     | 2002 | 18–25 sierpnia            | Filharmonia Narodowa, Kościół św. Dominika (Służew), Urząd Dzielnicy Białołęka |
| 3.     | 2003 | 29 sierpnia – 13 września | Studio Koncertowe Polskiego Radia im. Witolda Lutosławskiego, Kościół św. Franciszka z Asyżu, Bazylika katedralna św. Michała Archanioła i św. Floriana Męczennika w Warszawie, Kościół Najświętszej Maryi Panny Matki Pięknej Miłości w Warszawie                                                              |
| 4.     | 2004 | 3 lipca – 28 września     | Królikarnia, Filharmonia Narodowa, Ogród Różany w Wilanowie, Kościół Matki Bożej Anielskiej w Warszawie (Wierzbno) , Kościół św. Franciszka z Asyżu , Kościół św. Józefa Oblubieńca Najświętszej Maryi Panny w Warszawie (Ursus), Uniwersytet Muzyczny Fryderyka Chopina                                        |
| 5.     | 2005 | 20 sierpnia – 4 września  | Królikarnia, Bazylika Najświętszego Serca Jezusowego w Warszawie, Kościół św. Józefa Oblubieńca Najświętszej Maryi Panny w Warszawie (Ursus), Kościół Matki Bożej Anielskiej w Warszawie (Wierzbno), Kościół Najświętszej Maryi Panny Matki Pięknej Miłości w Warszawie, Uniwersytet Muzyczny Fryderyka Chopina |
| 6.     | 2006 | 1–17 września             | Bazylika katedralna św. Michała Archanioła i św. Floriana Męczennika w Warszawie, Królikarnia, Kościół Najświętszej Maryi Panny Matki Pięknej Miłości w Warszawie, Uniwersytet Muzyczny Fryderyka Chopina, Ośrodek Działań Twórczych, filia Domu Kultury Włochy, Kościół bł. Władysława z Gielniowa w Warszawie |
| 7.     | 2007 | 1–10 września             | Bazylika Najświętszego Serca Jezusowego w Warszawie, Kościół św. Zygmunta w Warszawie, Kościół bł. Władysława z Gielniowa w Warszawie, Teatr Wielki-Opera Narodowa, Filharmonia Narodowa |
| 8.     | 2008 | 1–14 września             | Teatr Wielki-Opera Narodowa, Sanktuarium Matki Bożej Ostrobramskiej na Witolinie, Amfiteatr Parku im. gen. Józefa Sowińskiego, Studio Koncertowe Polskiego Radia im. Witolda Lutosławskiego, Kościół św. Zygmunta w Warszawie                                                                                   |
| 9.     | 2009 | 30 sierpnia – 12 września | Uniwersytet Muzyczny Fryderyka Chopina, Amfiteatr Parku im. gen. Józefa Sowińskiego, Studio Koncertowe Polskiego Radia im. Witolda Lutosławskiego, Sinfonia Varsovia (ul. Grochowska 272) |
| 10.    | 2010 | 4–9 września              | Uniwersytet Muzyczny Fryderyka Chopina, Teatr Wielki-Opera Narodowa |
| 11.    | 2011 | 1–11 września             | Sinfonia Varsovia (ul. Grochowska 272), Studio Koncertowe Polskiego Radia im. Witolda Lutosławskiego |
| 12.    | 2012 | 12–20 października        | Sinfonia Varsovia (ul. Grochowska 272), Kościół Matki Boskiej Zwycięskiej w Warszawie |
| 13.    | 2013 | 8–22 września             | Sinfonia Varsovia (ul. Grochowska 272), Muzeum Historii Żydów Polskich Polin, Studio Koncertowe Polskiego Radia im. Witolda Lutosławskiego |
| 14.    | 2014 | 18–24 października        | Sinfonia Varsovia (ul. Grochowska 272), Filharmonia Narodowa |
| 15.    | 2015 | 11–21 czerwca             | Sinfonia Varsovia (ul. Grochowska 272), Studio Koncertowe Polskiego Radia im. Witolda Lutosławskiego |
| 16.    | 2016 | 12–19 czerwca             | Sinfonia Varsovia (ul. Grochowska 272), Amfiteatr Parku im. gen. Józefa Sowińskiego, Muzeum Warszawskiej Pragi, Teatr Studio im. Stanisława Ignacego Witkiewicza |
| 17.    | 2017 | 3–11 czerwca              | Sinfonia Varsovia (ul. Grochowska 272), Amfiteatr Parku im. gen. Józefa Sowińskiego |
| 18.    | 2018 | 16–23 czerwca             | Sinfonia Varsovia (ul. Grochowska 272), Kościół św. Dominika (Służew), Plac Defilad w Warszawie |
| 19.    | 2019 | 31 maja – 7 czerwca       | Sinfonia Varsovia (ul. Grochowska 272), Fort Sokolnickiego Cytadeli Warszawskiej (Prochownia), PROM Kultury Saska Kępa |
| 20.    | 2020 | 2 czerwca – 3 września    | Sinfonia Varsovia (ul. Grochowska 272) |
| 21.    | 2021 | 29 lipca – 2 września     | Sinfonia Varsovia (ul. Grochowska 272) |
| 22.    | 2022 | 7–28 czerwca              | Sinfonia Varsovia (ul. Grochowska 272) |
| 23.    | 2023 | 30 maja – 20 czerwca      | Sinfonia Varsovia (ul. Grochowska 272) |
| 24.    | 2024 | 13 maja – 9 czerwca       | Teatr Wielki-Opera Narodowa, Muzeum Historii Polski w Warszawie, Nowa Miodowa, Teatr Lalka, Studio Koncertowe Polskiego Radia im. Witolda Lutosławskiego, Sinfonia Varsovia (ul. Grochowska 272) |
| 25.    | 2025 | 10 maja – 16 czerwca      | Amfiteatr Parku im. gen. Józefa Sowińskiego, Muzeum Historii Polski w Warszawie, Nowa Miodowa, Studio Koncertowe Polskiego Radia im. Witolda Lutosławskiego, Sinfonia Varsovia (ul. Grochowska 272), Dziedziniec warszawskiego kampusu Uniwersytetu SWPS                                                        |